# Maurice Chapelan
Pour les articles homonymes, voir Aristide.
Maurice Chapelan, né le 1er janvier 1906 à Valence (Drôme) et mort le 14 mars 1992 à Coye-la-Forêt (Oise), est un journaliste, essayiste et scénariste français. Il a utilisé le pseudonyme Aristide.

## Biographie
Maurice Chapelan s'installe à Paris en 1930.
Il est surtout connu pour ses chroniques paraissant tous les lundis dans Le Figaro Littéraire, sous le pseudonyme d'Aristide, dans la rubrique « Usage et grammaire. » Il défend la langue française, sans laxisme, mais aussi sans purisme excessif.
L’Académie française lui décerne le prix Broquette-Gonin de philosophie en 1960 pour ses Maximes et le prix de la critique en 1974 pour l’ensemble de son œuvre.
Il meurt à son domicile le 14 mars 1992.

## Œuvres
- Anthologie du poème en prose (René Julliard, 1946)
- Anthologie du journal intime (Robert Laffont, 1947), prix Lange de l’Académie française en 1950
- Main courante (Grasset, 1957)
- Lire et écrire (Grasset, 1960)
- Amoralités familières (Grasset, 1964)
- Amours amour (Grasset, 1967)
- 142 Robaï, d'Omar Khayyâm (Grasset, 1969)
- Mémoires d'un voyou (Grasset, 1972)
- Rien n’est jamais fini (Grasset, 1977)
- Amante en abîme - symphonie poétique (Grasset, 1988), prix d’Académie de l'Académie française en 1989
- La Langue française dans tous ses débats (Bourin, 1989)
- Amoroso (Le Cherche midi, 1990).

## Filmographie

### Comme scénariste
- 1969 : Maldonne (Misdeal), film de Sergio Gobbi (adaptation)
- 1973 : La Feuille de Bétel (du roman de Jeanne Cressanges), feuilleton télévisé d'Odette Collet (adaptation et dialogues)